# Arcas (Macedo de Cavaleiros)
Arcas ist eine Gemeinde (Freguesia) im portugiesischen Kreis Macedo de Cavaleiros. In ihr leben 215 Einwohner (Stand 19. April 2021).